# İye
İye (auch: İne oder Eğe; tatarisch Ия, İyä; russisch Ийе, Ije) ist ein Geist oder Dämon eines Ortes, einer Person, einer Nation, eines natürlichen Elements oder eines Tieres, im schamanistischen Glauben der Turkvölker. Als solche fungieren sie als Gottheiten der jeweils ihnen zugeschriebenen Sache, sind aber nicht zwangsläufig Gegenstand einer Anbetung.
İye sind verborgene Kräfte, die an die jeweiligen Gegenstände übertragen werden. Viele Elemente, besonders solche, denen große Bedeutung beigemessen wird, haben einen İye. Sie erwarten, dass man mit ihnen respektvoll umgeht, sonst würden sie wütend werden und den Menschen Schaden zufügen können. Die İye leben getrennt von den İye anderer Elemente.

## Mythos
Aynur Gazanfargizi schreibt, dass Tengri der turko-mongolischen Vorstellung nach die İye erschaffen habe und Macht über verschiedene Orte gegeben habe. Ursprünglich wären sie den Engeln ähnlich gewesen, aber später erinnerte man sich meistens nur noch an die negativen Eigenschaften der İye, und wurden daher verteufelt. Allerdings seien die İye weder gut noch böse, sondern reagieren lediglich auf das Verhalten der Menschen. Je nachdem wie die Menschen das jeweilige Reich des İyes respektieren, reagiert der İye auf den Menschen. Wird ein İye der einen Garten bewacht respektiert, bringt dieser den Garten zum Blühen. Wird der İye respektlos behandelt, so verwelke der Garten. Des Weiteren kritisiert sie die Einordnung der İye auch seitens der westlichen Forschung als „Götter“, wären sie lediglich Geister denen man Respekt erbringe, aber keine Gegenstände der Anbetung, als auch die Verteufelung. Die Haltung der İye würde gänzlich von dem Verhalten der Menschen abhängen.
Bei Verbitsky Vasilys Forschungen im Altai ließ sich eine Geschichte vorfinden, die die İye in der zuvor kritisierten Rolle als zumindest verstoßene Wesen darstellt. Demzufolge habe Erlik, der erste Mensch und spätere Gott der Unterwelt, eine eigene Welt erschaffen. Als er allerdings Gott gegenüber hochmütig wurde, wurde dieser von Ülgen verbannt. Mit ihm fielen die von ihm erschaffenen Geister aus dem Himmel. Sie wurden zu Dämonen der jeweiligen Elemente, in die sie fielen. Auch der gefallene Erlik zählt fortan zu den (schwarzen) İye und gilt als böse.

## Verschiedene İye
Berühmte İye sind beispielsweise Su İyesi (Geist des Wassers) und Od İyesi (Geist des Feuers). Die Feuergeister können dann, ihrem Element nach, in weitere schwächere Geister gegliedert werden. So gilt Od Anası/Atası (Mutter/Vater des Feuers) als der Stammesvater/mutter der weiteren Geister des Feuers und wäre direkt bei der Trennung des Himmels und der Erde entstanden und gilt somit als Sohn/Tochter Yer Tanrıs (Erdgottes). Je nach Macht haben die İye unterschiedliche Einflüsse auf die Elemente. Die Wassergeister hätten die Macht Staudämme zu brechen, Menschen und Tiere zu ertränken oder unter Wasser zu ziehen. Mächtigere Wassergeister wiederum können auch Krankheiten verursachen, die mit dem jeweiligen Element assoziiert werden. Der Su Dedesi habe die Fähigkeit, die Wasserkrankheit, bei der Blasen im Körper auftreten, hervorrufen zu können. Wohlgesonnene İye können den Menschen auch helfen und Regen spenden.
Manche Iye stehen dem Alltagsleben der Menschen nahe. Als Geist des Hauses, beschützt der Ev İye das Anwesen. Gute Manieren erfreuen den Ev İye und lohnt die Bewohner, während schlechtes Verhalten und Unordnung Unglück bringt. Sein favorisierter Aufenthaltsort seien Türrahmen, der Keller oder das Zentrum des Hauses. Manche zählen den Ev İye sogar als Teil der Familie. Einem Ritus zur Folge wird ihm nachts Nahrung (z. B. Milch) gegeben, während dieser das Haus beschützt. In Anatolien wird beim Bau eines neuen Hauses der Ev İye eingeladen.